# Kiyoshi Ueda
Kiyoshi Ueda (上田 清司, Ueda Kiyoshi) est un homme politique japonais, né le 15 mai 1948 à Fukuoka.
Il est élu au poste de gouverneur de la préfecture de Saitama en 2003.

## Biographie
Né à Fukuoka, dans la préfecture de Fukuoka, Kiyoshi Ueda effectue sa scolarité au lycée préfectoral de Fukuoka. Il rejoint ensuite la faculté de droit de l'Université Hōsei, dans l'idée de passer des concours juridiques. Passionné de science politique, il abandonne le droit pour rejoindre l'Université Waseda pour son master. Il l'obtient en 1977, et devient professeur à temps partiel.
En 1980, il se présente aux élections générales de Chambre des représentants mais perd l'élection. Il rejoint le Parti libéral-démocrate et participe à une coalition.
Il quitte le PLD en 1993, et se fait élire à la 40e chambre lors de l’élection générale des représentants de la préfecture de Saitama. 
En août 2003, il est élu gouverneur de la préfecture de Saitama, et démissionne de la Chambre des représentants. Il bat sept candidats adverses, dont le poulain du précédent gouverneur. 
Le 17 avril 2018, il est élu président de l'Association Nationale des Gouverneurs, qui regroupe les préfets de toutes les préfectures du Japon.
Le 13 juin 2019, il annonce son intention de ne pas se représenter après l'expiration de son mandat, se plaignant des enquêtes le touchant, qui l'empêchent de faire son travail correctement. 